# Indústria armamentística
La indústria armamentística o indústria de les armes és un negoci global que fabrica armes i tecnologia i equips militars. Consisteix en una indústria comercial involucrada en la investigació, desenvolupament, producció, i el servei de material militar, equips i instal·lacions. Les empreses o complex industrial que produeix armes principalment per les forces armades dels estats, també s'anomena indústria militar. Llavors els departaments de govern determinen els articles militars a comprar. Els productes d'aquesta indústria inclouen armes de foc, municions, míssils, aviació militar, vehicles militars, drassanes, enginyeria naval, vaixells, sistemes electrònics, i més. La indústria d'armes també comporta recerca i desenvolupament.
S'estima que cada any, més d'1,5 bilions de dòlars es gasten en despeses militars arreu del món (2,7% del PIB mundial). El que representa un descens des del 1990, quan les despeses militars representaven el 4% del PIB mundial. Part d'això va a l'adquisició d'equips i serveis militars per la indústria militar. Les vendes d'armes de les 100 empreses més grans productors d'armes van ascendir a un estimat de 315 mil milions de dòlars en 2006. En l'any 2004 més de 30 mil milions es van gastar en el comerç internacional d'armes (una xifra que exclou les vendes interiors d'armes). El comerç d'armes també ha estat un dels sectors afectats per la crisi creditícia, amb un valor total de la transacció en el mercat que s'ha reduït a la meitat (de 32,9 mil milions de dòlars a EUA a 14,3 el 2008). Molts països industrialitzats compten amb una indústria nacional d'armes per proveir la seva pròpia força militar. Alguns països també tenen un substancial comerç nacional legal o il·legal d'armes per l'ús dels seus ciutadans. Un comerç il·legal d'armes lleugeres és freqüent en molts països i regions afectats per la inestabilitat política. El Small Arms Survey estima 875 milions d'armes lleugeres estan en circulació a tot el món, produïts per més de 1.000 empreses de gairebé 100 països.
Els contractes per al subministrament militar d'un país determinat són atorgats pel govern, de manera que els contractes d'armes són d'una importància política considerable. El vincle entre la política i el comerç d'armes pot comportar el desenvolupament del que el president dels EUA Dwight D. Eisenhower va descriure com a complex militar-industrial, on les forces armades, el comerç i la política es troben estretament vinculades. L'adquisició de defensa europea és més o menys anàleg al complex industrial-militar dels EUA.

## Transferències internacionals d'armes
Segons l'institut d'investigació SIPRI, el volum de transferències internacionals d'armes principals el 2010-2014 va ser un 16% més gran que el 2005-2009. Els cinc exportadors més importants del 2010 al 2014 van ser els Estats Units, Rússia, la Xina, Alemanya i França, i els cinc majors importadors van ser l'Índia, l'Aràbia Saudita, la Xina, els Emirats Àrabs Units i el Pakistan. El flux d'armes cap a l'Orient Mitjà va augmentar un 87% entre el 2009-13 i el 2014-18, mentre que es va produir una disminució dels fluxos cap a la resta de regions: Àfrica, Amèrica, Àsia i Oceania i Europa.
El SIPRI ha identificat 67 països com a exportadors d'armes importants el 2014-2018. Els 5 principals exportadors durant el període van ser responsables del 75 per cent de totes les exportacions d'armes. La composició dels cinc majors exportadors d'armes va canviar entre el 2014 i el 2018 i es va mantenir sense canvis en comparació amb el 2009-2013, tot i que les seves exportacions totals combinades d'armes principals van ser un 10 per cent més altes. El 2014-2018 es poden observar augments significatius de les exportacions d'armes dels EUA, França i Alemanya, mentre que les exportacions xineses van augmentar marginalment i les exportacions russes van disminuir.
El 2014-2018, 155 països (aproximadament tres quartes parts de tots els països) van importar armes importants. Els 5 principals destinataris van representar el 33 per cent de les importacions totals d'armes durant el període. Els cinc principals importadors d'armes (Aràbia Saudita, Índia, Egipte, Austràlia i Algèria) van representar el 35 per cent de les importacions totals d'armes el 2014-2018. D'aquests, l'Aràbia Saudita i l'Índia van estar entre els cinc principals importadors tant el 2009-13 com el 2014-18.
El 2014-2018, el volum de les principals transferències internacionals d'armes va ser un 7,8% més gran que el 2009-13 i un 23% més que el 2004-08. El major importador d'armes va ser l'Aràbia Saudita, que va importar armes principalment dels Estats Units, el Regne Unit i França. Entre 2009-13 i 2014-18, el flux d'armes cap a l'Orient Mitjà va augmentar un 87%. També inclou l'Índia, Egipte, Austràlia i Algèria, els cinc principals importadors van rebre el 35 per cent de les importacions totals d'armes durant el període 2014-2018. A més, els principals exportadors van ser els Estats Units, Rússia, França, Alemanya i la Xina.
La invasió russa d'Ucraïna de 2022 va incrementar la capacitat d'obtenir una llicència d'exportació pels membres de la National Shooting Sports Foundation, passant d'un mes a només quatre dies. Això va ser gràcies al Departament de Comerç dels Estats Units i les agències associades amb l'ITAR, accelerant els enviaments d'armes a Ucraïna. A més, el temps per a obtenir un permís per comprar una arma de foc a Ucraïna també va disminuir d'uns mesos a pocs dies.

## Els majors exportadors d'armes del món
Les xifres són els valors dels indicadors de tendència (TIV) del SIPRI expressats en milions. És possible que aquestes xifres no representin fluxos financers reals, ja que els preus de les armes subjacents poden ser tan baixos com zero en el cas de l'ajuda militar. Les següents són estimacions de l'Estocolm International Peace Research Institute.
| Posició 2022 | Proveïdor       | Exp. d'armes (en milions TIV) |
| ------------ | --------------- | ----------------------------- |
| 1            | Estats Units    | 14.515                        |
| 2            | França          | 3.021                         |
| 3            | Rússia          | 2.820                         |
| 4            | R.P. de la Xina | 2.017                         |
| 5            | Itàlia          | 1.825                         |
| 6            | Alemanya        | 1.510                         |
| 7            | Regne Unit      | 1.504                         |
| 8            | Espanya         | 950                           |
| 9            | Israel          | 831                           |
| 10           | Polònia         | 452                           |

### Els majors exportadors d'armes de postguerra del món
SIPRI utilitza els "valors indicadors de tendència" (TIV). Es basen en els costos unitaris de producció d'armes coneguts i representen la transferència de recursos militars més que el valor financer de la transferència.
| Posició 1950–2019 | Proveïdor       | Exp. d'armes (en mil milions de TIV) |
| ----------------- | --------------- | ------------------------------------ |
| 1                 | Estats Units    | 692.123                              |
| 2                 | Rússia*         | 598.375                              |
| 3                 | Regne Unit      | 143.205                              |
| 4                 | França          | 125.932                              |
| 5                 | Alemanya        | 87.431                               |
| 6                 | R.P. de la Xina | 56.160                               |
| 7                 | Itàlia          | 33.296                               |
| 8                 | Txèquia         | 31.291                               |
| 9                 | Països Baixos   | 24.543                               |
| 10                | Israel          | 17.643                               |

*Unió Soviètica fins a 1991

## Els majors importadors d'armes del món
Les unitats es mostren en valors indicadors de tendència expressats en milions de dòlars dels EUA als preus dels anys noranta. És possible que aquestes xifres no representin fluxos financers reals, ja que els preus de les armes subjacents poden ser tan baixos com zero en el cas de l'ajuda militar.
| Posició 2022 | Receptor       | Imp. d'armes (en milions de TIV) |
| ------------ | -------------- | -------------------------------- |
| 1            | India          | 3.342                            |
| 2            | Qatar          | 2.846                            |
| 3            | Ucraïna        | 2.644                            |
| 4            | Aràbia Saudita | 2.272                            |
| 5            | Kuwait         | 2.249                            |
| 6            | Pakistan       | 1.565                            |
| 7            | Japó           | 1.291                            |
| 8            | Noruega        | 848                              |
| 9            | Estats Units   | 837                              |
| 10           | Israel         | 829                              |